# Dieue-sur-Meuse
Dieue-sur-Meuse é uma comuna francesa na região administrativa de Grande Leste, no departamento de Meuse. Estende-se por uma área de 15,78 km². Em 2010 a comuna tinha 1 488 habitantes (densidade: 94,3 hab./km²).